# 1. gardijska počasna bojna
1. gardijska počasna bojna bila je počasna postrojba Hrvatske vojske, od 1994. godine u sastavu 1. hrvatskog gardijskog zbora. Bila je prepoznatljiva po svojim vojnim odorama, te su postali turistička atrakcija zagrebačkog Gornjeg grada. Prvi put je javno predstavljena na smotri Zbora narodne garde na stadionu u Kranjčevićevoj u Zagrebu 28. svibnja 1991. godine kao počasna Predsjednička garda. Budući da se smjenjivala ispred Banskih dvora, te je nosila odore koje su podsjećale na svečana vojna banska odijela (pogotovo Jelačićevo), ponegdje je pogrešno nazivana Banska straža.
Postrojba je bila zadužena za izvršavanje protokolarnih zadataka za potrebe državnog vrha, prije svega Predsjednika Republike. Uz to je služila kao straža ispred nekih državnih institucija (Ureda Predsjednika, Vlade RH), sve do 2000. godine kada ju je predsjednik Stjepan Mesić raspustio. Njezin je nasljednik otad Počasno-zaštitna bojna, koja je od 2011. godine preuzela i njihove crvene ceremonijalne odore.

## Vojne odore
Godine 1991., s ustrojavanjem Hrvatske vojske, bilo je potrebno dizajnirati nove odore, uključujući svečane vojne odore, a u sklopu toga i one za počasnu bojnu. Predsjednik Tuđman i ministar obrane Špegelj posao su povjerili kostimografkinji Iki Škomrlj, a kasnije su se priključile i Dženisa Medvedec te likovna umjetnica Latica Ivanišević. Pošto su proučile stare hrvatske odore, motive s uniformi hrvatskoga plemstva i velikaških odora, oružje i držanje pri svečanim obredima, prvo su predložile odore u plavoj boji austro-ugarskih odora iz ranih faza Prvog svjetskog rata. Predsjednik Tuđman je bio protiv plave te je, potkrjepljujući prijedlog tvrdnjom da je crvena "hrvatska povijesna boja", predložio crvenu boju odore, što su dizajnerice teško prihvatile. Požalio se i da predložena kapa izgleda »turski«. Vjerojatno je utjecaja na dizajn imala crvena odora kraljevske ugarske tjelesne garde,[nedostaje izvor] počasne postrojbe Habsburgovaca kao hrvatsko-ugarskih kraljeva na bečkom dvoru od 1760. do 1918. godine. U njoj su služili mađarski i hrvatski plemići (od 1867. godine istaknuti časnici bez obzira na plemstvo) te ju je Hrvatska sufinancirala. Gardijske uniforme šivane su od kvalitetnih materijala, čohe i svile sa srmom, nabavljanih iz Londona. Vojnici i dočasnici su bili odjeveni u crveno-crnu odoru, dok su časnici nosili crno-bijelu. Raspuštanjem postrojbe 2000. godine, predsjednik Stjepan Mesić umirovio je i njihove svečane crvene odore, koje je ocijenio "bespotrebnima i smiješnima". Dio tih odora bio je pohranjen u depou Vojnog muzeja. Pripadnici novoosnovane Počasno-zaštitne bojne ponovno ih nose od 2011. godine, kada su se ceremonijalne odore vratile u stalnu uporabu.
- Pripadnik kraljevske ug.-hrv. tjelesne garde (1760. – 1918.)
- Pripadnici PZB u počasnim ceremonijalnim vojnim odorama
- Instalacijska odora Bana Jelačića (1848.)

## Velika smjena straže
Velika smjena počasne straže pred Banskim dvorima na Trgu sv. Marka u Zagrebu izvodila se svakodnevno od 30. svibnja 1991. godine do listopada iste godine, kada su raketirani Banski dvori. Ceremonijal je nakon toga ponovljen u proljeće 1992. godine i izvodio se do rujna 1993. godine. Na uskrsnu nedjelju 1995. godine ponovno je prikazan i otada se izvodio svake nedjelje i tijekom državnih blagdana točno u podne. Ceremonijal je bio svojevrsna turistička atrakcija te se zbog velikog zanimanja od 1998. godine izvodio i subotom. Ukinut je dolaskom Stjepana Mesića na dužnost predsjednika 2000. godine. Ceremonija Velike smjene straže ponovno je vraćena 2017. godine, a izvode je pripadnici Počasno-zaštitne bojne.

## Ukidanje
Predsjednička počasna postrojba ukinuta je 2000. godine u sklopu preustroja svoje matične postrojbe, 1. hrvatskog gardijskog zbora. Za protokolarne potrebe osnovana je nova Počasno-zaštitna bojna.

## Vanjske poveznice
- Fotogalerija – Na Trgu sv. Marka održana Velika smjena straže, morh.hr, 26. svibnja 2019.
- Na Trgu sv. Marka održana Velika smjena straže, vecernji.hr, 26. svibnja 2019.